# Summersville (Missouri)
Pour les articles homonymes, voir Summersville (homonymie).
Summersville est une ville des comtés de Shannon et de Texas, dans le Missouri, aux États-Unis,. Située en limite des deux comtés, elle est incorporée en 1936.

## Démographie
Lors du recensement de 2010, la ville comptait une population de 502 habitants. Elle est estimée, en 2016, à 502 habitants.

### Source de la traduction
- (en) Cet article est partiellement ou en totalité issu de l’article de Wikipédia en anglais intitulé « Summersville, Missouri » (voir la liste des auteurs).